# 万博記念公園野球場
万博記念公園野球場（ばんぱくきねんこうえんやきゅうじょう）は、大阪府吹田市の万博記念公園内にある野球場。大阪府が運営管理を行っている。

## 概要
1974年7月13日開場。同年から全国高等学校野球選手権大阪大会の会場として使用されている。
主として阪神大学野球連盟、高校野球などで使用している。
2009年から2010年まで、関西独立リーグ、ジャパン・フューチャーベースボールリーグに加盟していた大阪ゴールドビリケーンズ主催の公式戦が開催されていた。

## 交通
- 大阪モノレール・万博記念公園駅下車徒歩15分

## 関連の施設
- 少年野球場（リトルリーグ、ボーイズリーグ、少年軟式野球に使用される）
- スポーツ広場（NO.1-4は軟式野球・ソフトボール併用。NO.5はソフトボール専用）